# Geografia culturale
La geografia culturale è una sottodisciplina della geografia che studia le manifestazioni geografiche della cultura, ovvero si occupa dello studio dei simboli che sono attribuiti a luoghi e a spazi.

## Precursori

### Alexander von Humboldt
Alexander von Humboldt con la sua principale opera, Kosmos, illustra la geografia secondo il disegno razionalista, che fonda il processo di costruzione della conoscenza sulla ragione. Nei suoi studi precedenti Humboldt si era occupato del territorio dal punto di vista morfologico associandolo agli usi e costumi che vigevano su di esso; le sue descrizioni geografiche ci parlavano sia della natura sia della cultura di un dato territorio. Con Humboldt abbiamo l'oggettività della conoscenza geografica; la realtà materiale è indagata applicando i precetti cartesiani (evidenza, riduzione, causalità, esaustività o sintesi). La conoscenza di Humboldt viene definita di tipo binario; è costituita quindi da due elementi: la rappresentazione della realtà territoriale e la relativa spiegazione, vale a dire segno e significato.
Humboldt viene definito uno scienziato-viaggiatore, figura diffusa nell'Europa dell'Ottocento. Lo scienziato-viaggiatore è uno studioso che attraverso numerosi viaggi e facendo esperienza diretta della realtà geografica, formula ipotesi ed elabora teorie per far progredire il sapere. Humboldt con i suoi resoconti di viaggio, (significativo è La relation historique du voyage aux Régions équinotiales du nouveau continent), porta avanti il suo progetto di ricerca, raccogliendo sul campo grandi quantità di dati con l'intento di diffondere un interesse maggiore nei lettori sull'argomento, utilizzando la letteratura di viaggio per la quale il pubblico mostra una maggiore preferenza.
Per Humboldt il paesaggio è il risultato di relazioni di causa ed effetto che regolano le condizioni fisiche del territorio e lo sfruttamento delle sue risorse.

### Ernest Kapp
Il concetto di geografia culturale compare per la prima volta nel 1845 quando Ernst Kapp introduce il termine di Kulturgeographie. Kapp fu il primo ad associare il termine cultura con la geografia, anche se la cultura viene ancora intesa come manifestazione individuale e non a livello sociale.

### Karl Ritter
Oltre alla realtà materiale o visibile, Karl Ritter tiene conto della cosiddetta realtà non visibile (le vie di comunicazione, le forme di coltivazione, la distribuzione della popolazione, le strutture sociali ecc.).
La conoscenza, secondo Ritter, è di tipo ternario. Abbiamo come in Humboldt la rappresentazione e la spiegazione, ma al processo di conoscenza viene aggiunto un terzo elemento: la realtà territoriale ossia l'oggetto come referente.
Nello studio del paesaggio Ritter porta avanti l'idea di un paesaggio intessuto di segni che ci parlano di una realtà che sta oltre la realtà visibile. 

### Friedrich Ratzel
Fondamentale fu il contributo nel 1875 di Friedrich Ratzel che parlò di geografia culturale, ma non possiamo definire ancora il suo lavoro come fondazione della geografia culturale. Nell'opera principale di Ratzel, Anthropogeographie del 1882, manca ancora uno statuto epistemologico della materia, benché si trattino aspetti della realtà geografica quali la distribuzione e la diffusione dei differenti gruppi etnici sulla terra; in quest'opera però vengono enunciati i concetti basilari di un altro ramo della geografia, quello della geografia umana. Ratzel, suddividendo le popolazioni in primitive, ovvero sotto controllo dell'ambiente, e popolazioni avanzate, cioè che dominano il territorio dove sono insediate, giunge alla conclusione che il comportamento sociale e le modalità con cui una popolazione si stanzia in un luogo, siano fortemente in relazione con il territorio geografico. 
Gli studi di Ratzel furono da alcuni accusati di Determinismo ambientale, secondo il quale il comportamento sociale è fortemente influenzato dal territorio.

## La geografia culturale tradizionale
Ad una vera teorizzazione sull'argomento arriviamo negli anni trenta del Novecento negli Stati Uniti.
Nel 1931 Carl Sauer definì i principi fondamentali e gli obiettivi della geografia culturale, per questo ne è considerato il fondatore. Sauer definì la geografia culturale come “l'applicazione dell'idea di cultura ai problemi geografici” (Vallega 2003, p. 21). Sauer limitò la ricerca della geografia culturale a determinati aspetti: in che modo gli elementi culturali siano diffusi e distribuiti nel territorio geografico, le manifestazioni geografiche dell'ecologia culturale e lo sfruttamento delle risorse naturali, la specializzazione delle culture e l'individuazione delle regioni culturali. Sauer fu anche il fondatore della scuola di Berkeley, specializzata nello studio del paesaggio, che contribuì con molte ricerche empiriche alla diffusione della geografia culturale. All'idea di territorio in chiave strutturalista ha contribuito nel 1939 Richard Hartshorne con il suo saggio The nature of Geography: a critical survey of current thought in the light of the past.

## La nuova geografia culturale
Dopo una fase iniziale di sviluppo negli anni trenta, la geografia culturale conosce un periodo di crescita negli anni cinquanta e un successivo declino negli anni sessanta. Intorno agli anni ottanta, invece, alcuni fenomeni cambiano l'impostazione degli studiosi di geografia culturale. La sfiducia nello Strutturalismo, l'insoddisfazione nelle ricerche quantitative e la perplessità verso una rappresentazione esclusivamente analitica del territorio, riportano l'attenzione alla cultura, con la nascita di una nuova sensibilità. 
In quegli anni, inoltre, si afferma in geografia il Postmodernismo, un movimento di pensiero, critico verso il Razionalismo e lo Strutturalismo, che condiziona la nuova geografia culturale. Il territorio viene letto, in chiave postmodernista, come un testo, un insieme di segni in contatto con il contesto storico-culturale che lo circonda (Dear, 2001). Lo studioso postmodernista concentra la sua attenzione sui paesaggi culturali urbani individuandone i segni postmoderni, osserva le trasformazioni industriali nel tempo e si occupa del discorso della rappresentazione del territorio, preferendo quella secondo la quale il territorio è una fitta rete di segni, dove il compito del geografo è esplorarne e interpretarne i significati. 
All'interno della nuova geografia culturale si delineano quattro indirizzi:
- indirizzo strutturalista
- indirizzo spiritualista
- indirizzo eclettico
- indirizzo semiotico

### Indirizzo strutturalista
La geografia culturale a indirizzo strutturalista è influenzata dallo Strutturalismo, quella corrente di pensiero che vede la realtà come un complesso di elementi che interagiscono tra loro. L'indirizzo strutturalista utilizza dati oggettivi che si basano su valori misurabili, rispecchia quindi la posizione della geografia culturale tradizionale. La geografia culturale di stampo strutturalista e l'antropologia culturale condividono la stessa base teorica, quella dello Strutturalismo. Con l'antropologia culturale, non è il territorio a essere esaminato come insieme di elementi interagenti, ma sono le culture a essere studiate come aggregati di elementi secondo schemi generali al fine poi di classificarle.

### Indirizzo spiritualista
L'indirizzo spiritualista della geografia culturale poggia la sua base teorica sullo Spiritualismo, la dottrina che porta avanti il processo di conoscenza attraverso la filosofia. Questo indirizzo indaga il territorio geografico attraverso un'impostazione basata sui valori della natura, della storia e della trascendenza; inoltre si sofferma sulla rappresentazione e sulla ricerca geografica della struttura estetica interna. L'indirizzo spiritualista esamina il paesaggio concentrandosi sui valori estetici, interrogandosi sulla collocazione della coscienza umana che scaturisce da un evidente soggettivismo. Due esponenti importanti per il filone spiritualista sono Giuliana Andreotti e Luisa Bonesio.

### Indirizzo eclettico
L'indirizzo eclettico è adottato dagli studiosi che esplorano la realtà geografica attraverso il contributo di diverse dottrine. La geografia culturale con indirizzo eclettico studia il paesaggio attraverso il contributo delle impostazioni dei vari indirizzi (spiritualista, strutturalista e semiotico). Evidente è questa compresenza di più chiavi di lettura nello studio del paesaggio, dove troviamo descritte le forme materiali del paesaggio secondo la linea strutturalista, l'universo dei simboli che connotano il paesaggio secondo l'indirizzo semiotico e l'attenzione ai valori estetici del paesaggio dell'impostazione spiritualista. Determinate manifestazioni geografiche della cultura possono essere indagate attraverso varie prospettive che rispecchiano i diversi indirizzi.
Ad esempio, di una certa popolazione di un dato territorio possiamo sottolineare fattori oggettivi quali la lingua, la religione (secondo l'impostazione strutturalista), evidenziare come questa popolazione abbia rappresentato il territorio dove risiede attraverso la pittura e la musica, per poi passare ai simboli attribuiti dalla popolazione alla natura e alla trascendenza (secondo la corrente spiritualista). Con l'indirizzo eclettico verranno associati tutti questi elementi.
Come dice Vallega, la geografia culturale può essere definita una scienza-ponte che dialoga con molte altre discipline come la semiotica, la poetica, la sociologia, l'estetica e molte altre ancora.
Principale esponente dell'indirizzo eclettico è Paul Claval con la sua opera La géographie culturelle, dove troviamo i fondamenti principali di questo indirizzo.

### Indirizzo semiotico
L'indirizzo semiotico della geografia culturale interpreta i simboli attribuiti a luoghi e spazi, e i significati ad essi conferiti con l'apporto dato dalla semiotica, la disciplina che studia la produzione, la trasmissione e l'interpretazione dei segni. L'indirizzo semiotico non vuole spiegare i segni e i simboli del territorio ricorrendo a metodi razionali o secondo il procedimento causalistico, ma si propone di comprenderli al di là dei principi cartesiani e di causalità, favorendo l'immaginazione.
Parlando di geografia culturale a indirizzo semiotico, ci riferiamo alla corrente che indaga la cultura, intesa come creazione di simboli, nelle sue manifestazioni di tipo geografico.
L'antropologo Leslie A. White si è soffermato su questo processo, vedendo la specie umana come caratterizzata da una grande capacità, quella di creare e utilizzare simboli. Secondo White, il processo attraverso il quale l'essere umano è sollecitato alla creazione del simbolo avviene col meccanismo di «reazione-creazione», cioè l'uomo crea il simbolo solo conseguentemente ad una reazione innescata da stimoli provenienti dal contesto che lo circonda. Questo processo, spiega White, avviene secondo quattro fasi. Inizialmente l'uomo risponde con una reazione istintiva ad uno stimolo esterno; successivamente, la reazione non è più di tipo istintivo ma è conseguente all'elaborazione delle esperienze avute in precedenza; la terza fase consiste nel saper controllare fattori esterni, fino ad arrivare all'ultimo stadio del processo di «reazione-creazione», nel quale l'essere umano è capace di rappresentare la realtà per mezzo di simboli, anche utilizzando l'immaginazione.
Con questo processo l'uomo arriva a produrre simboli. Il campo di indagine della geografia culturale è appunto questo universo di simboli che costituisce la cultura, patrimonio di simboli e significati che si sono modificati e diffusi nel tempo, trasmettendosi di generazione in generazione.
Essendo il simbolo oggetto di studio della geografia culturale essa si avvale dei numerosi apporti della semiotica, il cui fondatore è Charles Sanders Peirce. Secondo il modello triadico di Peirce, che si differenzia da quello di Ferdinand de Saussure il segno è il risultato dell'interazione di tre fattori:
- l'oggetto, cioè la realtà cui ci si riferisce
- il segno nella forma di significante, denominato rapresentamen
- il segno nella forma di significato, detto anche interpretante, ovvero ciò a cui si arriva con l'interpretazione del segno.

La geografia culturale ha adottato il modello triadico al suo metodo d'indagine, infatti la cultura come simbolo, è il risultato delle interazioni tra:
- referente, ovvero la realtà geografica presa in esame
- il simbolo come significato
- il simbolo come significante.

## Geografia come descrizione metaforica
“La geografia è stata considerata come la descrizione metaforica del territorio” (Vallega 2003, p. 68); la geografia culturale ha quindi il compito di produrre rappresentazioni metaforiche della realtà che siano composte da simboli, creati e trasformati dalla cultura.
A seconda del rapporto che si stabilisce tra segno e significato, il rapporto può essere univoco, plurivoco o arbitrario, ogni indirizzo della geografia culturale ha privilegiato uno di questi aspetti di corrispondenza. L'indirizzo strutturalista predilige il rapporto univoco tra segno e significato, tipico della modernità. Gli indirizzi semiotico e spiritualista, invece, si concentrano sul rapporto plurivoco caratterizzante la postmodernità. La storia metaforica è il riflesso della trasformazione dei significati nella storia, attribuiti a luoghi e spazi, che viene affrontata con una retorica dura o morbida.
Retorica morbida premoderna: questa impostazione rappresenta il territorio mediante simboli che cercano di riprodurlo attraverso il principio di somiglianza, gli oggetti vengono rappresentati secondo una distanza esistenziale. La retorica della fase premoderna è una retorica morbida; questo tipo di rappresentazione tende a un discorso-comunicazione, che non ha l'intenzione di spiegare ma solo quello di comprendere e comunicare, vicino a quello che era l'approccio di Ritter.
Retorica dura moderna: è quella che rispecchia la posizione di Humboldt: la carta geografica ha come fine ultimo quello informare e non di comunicare. Le distanze tra gli oggetti sono indicate in modo preciso, ne consegue una retorica dura finalizzata alla spiegazione e non alla comprensione, la base discorsiva viene definita, in questo caso, discorso-prigione, legato al principio di causalità.
Retorica morbida postmoderna:  nella carta postmoderna le distanze vengono rispettate in modo puntuale, i simboli rappresentano luoghi dal forte potere connotativo. Parliamo in questa fase di discorso-creazione, il cui obiettivo è, oltre quello di dare spiegazioni e di comunicare, anche d'indirizzare verso nuove interpretazioni del mondo; il discorso-creazione è supportato da una retorica morbida. 
Riassumendo, la rappresentazione del territorio varia in modo rilevante a seconda che venga trattata da studiosi di indirizzo strutturalista o su base semiotica. La rappresentazione razionalista o strutturalista è legata al principio di prossimità, gli oggetti sono rappresentati secondo la distanza euclidea, la carta geografica vuole informare attraverso una retorica dura e un discorso-prigione con una simbologia orientata all'esibizione.
La rappresentazione su base semiotica, invece, considera irrilevante la distanza tra gli oggetti: è basata anch'essa sul principio di prossimità, e la carta geografica di questa impostazione è una carta che vuole comunicare utilizzando una retorica morbida. Il discorso-creazione permette di dare interpretazioni alla simbologia che è orientata alla comunicazione.

## Le tre regioni tematiche della geografia culturale su base semiotica
La geografia culturale su base semiotica affronta diversi aspetti della cultura, con un discorso creativo e dalla retorica morbida. I tre ambiti di studio su cui si sofferma sono: 
- le relazioni con la società
- le relazioni con la trascendenza
- le relazioni con la natura.

### Rapporto con la società
Nell'ambito dello studio delle relazioni con la società, si osserva l'uomo immerso in una realtà sociale, che sia una comunità, la famiglia o la propria nazione, individuando quali sono quei simboli da lui creati in questi contesti sociali e i valori da lui assegnati. 
La geografia culturale ha in questo caso il compito di osservare i comportamenti sociali manifestati per capirne i valori e il significato attribuitogli dall'uomo, definito in questa circostanza di studio “homo socialis”. Oltre al comportamento dell'uomo in società ci si occupa delle varie fasi che compongono la vita sociale dell'individuo, come l'ingresso in società che è contraddistinto dall'apposizione del nome, la struttura del nome e le sue trasformazioni, indicative dei momenti di passaggio tra condizioni sociali differenti. In alcuni casi si accede all'interno di una comunità con un rito di iniziazione, come la circoncisione per alcune culture o il battesimo per altre culture come avviene in quella cristiana, e si cambia il proprio status attraverso riti di passaggio. Altri temi che affronta questo campo sono il sesso, inteso come forma di interazione sociale, la struttura della famiglia e l'importanza del corpo che deve rispettare o meno alcuni canoni estetici condivisi e se la loro assenza può essere fattore di allontanamento sociale.
Molto trattato è stato anche il tema dei rapporti tra i sessi, e quindi di conseguenza il primato del maschio e la posizione della donna in società. La società viene anche esaminata secondo il rapporto che intrattiene con il suo passato, cioè si esamina l'importanza data alle radici culturale e alla rilevanza attribuita alla conservazione della memoria storica. 
A livello geografico tutto questo viene rappresentato procedendo su tre fasi. Inizialmente viene rappresentata la dimensione ontologica, i dati oggettivi della società, la composizione e la struttura familiare e professionale di una comunità. In seguito passiamo alla dimensione semiotica, analizziamo il territorio in base ai riti in esso praticati. L'ultima fase è quella dell'ermeneutica, quindi a livello geografico rappresentiamo i valori espressi dai simboli e dai riti.
La geografia culturale che si occupa del rapporto in società è interessata a quattro categorie di individualità: i santi, gli eroi, i leader politici e i leader della cultura e delle arti sceniche, alle quali la comunità attribuisce delle funzioni specifiche. I santi hanno infatti il compito di proteggere la città e, materia molto ricca per la geografia culturale, sono i loro simboli che connotano i luoghi come santuari, luoghi di pellegrinaggio…Gli eroi che generalmente possedevano proprietà fisiche o intellettuali maggiori rispetto ai comuni uomini, svolgevano delle funzioni guida per l'intera società, combattendo contro gli oppressori e in favore dei più deboli. I leader politici hanno una carica simbolica inferiore rispetto alle due categorie precedenti, in quanto molto spesso la loro immagine è costruita solo dai media, e per quanto riguarda artisti come pittori, poeti, filosofi, i luoghi ad essi legati sono connotati in misura minore.
La geografia culturale utilizza lo studio di queste quattro categorie di individualità per individuare i luoghi dove esse hanno lasciato dei segni, li interpretano per arrivare al loro significato, in seguito individua i luoghi dove si celebrano riti legati alle singole personalità per poi notare se i simboli che contrassegnano uno stesso luogo convivano insieme in modo integrale, neutrale o conflittuale.
Utilizzando la visione strutturalista o la visione semiotica arriviamo alla rappresentazione di due società distinte, seguendo l'indirizzo strutturalista arriveremo ad una società-struttura, mentre privilegiando l'impostazione semiotica avremo la società-simboli. Le caratteristiche della società-struttura sono una rappresentazione basata su criteri oggettivi misurabili, funzionali a spiegare come la società si strutturi e come evolva. Proprio per l'utilizzo di dati matematici e tesi alla semplice spiegazione, gli strutturalisti utilizzeranno un discorso geografico forte. La società-simboli della visione semiotica invece, attraverso un discorso geografico morbido, non viene spiegata con dati oggettivi ma cerca di comprendere con indagini soggettive le condizioni dell'esistenza umana legate ai luoghi. 

### Rapporto con la trascendenza
La geografia culturale che si occupa del rapporto con la trascendenza, si sofferma sull'esplorazione del territorio volta a scoprire come l'”homo religiosus” si comporta di fronte alla trascendenza e quali simboli e valori le attribuisce. Per trascendenza non ci si riferisce al rapporto esclusivamente con le religioni, ma facciamo riferimento al rapporto con il soprannaturale che presentandosi con miracoli e apparizioni connotano quei luoghi, oggetto di studio della geografia culturale. La città in cui si è manifestato il trascendente può essere definita come “città simbolo”, nel caso in cui un complesso di segni rimandano al trascendente, come ad esempio Medina o Gerusalemme, oppure “città monosemiche o polisemiche” a seconda che posseggano simboli rilevanti per la rappresentazione del trascendente riconducibili a una stessa religione o a molte.
Come nel caso della sovrapposizione di simboli di differenti individualità in uno stesso luogo, anche nel rapporto con la trascendenza si possono creare conflitti tra simboli di natura diversa presenti nel medesimo territorio, basti pensare prendendo in esame le tre religioni monoteiste una stessa città che abbia una chiesa, una moschea e una sinagoga sul suo territorio.
La geografia culturale studiando le “città simbolo” osserva come vengano rappresentate le fasi estreme della vita, la geografia culturale e l'escatologia collaborano per arrivare alle rappresentazioni che le varie religioni danno delle tre realtà finali, paradiso, purgatorio e inferno, per poi capire quanto queste visioni incidano sul territorio.
I simboli sulla trascendenza subiscono numerosi mutamenti nel tempo, questo per effetto di fenomeni che avvengono nelle città come l'espansione urbana e l'immigrazione che conferisce alla città un carattere multietnico portando a simboli diversi in uno stesso luogo con conseguente possibilità di conflitti.
I simboli che ci indicano il rapporto con la trascendenza non sono legati solamente alle religioni ma sono simboli legati anche al pensiero laico sostenuti dalla fede nella ragione e nella scienza. 
In un tessuto urbano i simboli in relazione con la trascendenza possono comparire sotto forma di simboli puntuali, cioè strutture materiali come i santuari oppure possiamo trovarli come simboli diffusi, connaturati in manifestazioni sociali come le processioni o i pellegrinaggi o infine come simboli lineari, manifestazioni soprannaturali come le apparizioni o i miracoli. I luoghi delle apparizioni e dei miracoli rappresentano per l'uomo un punto di contatto con la trascendenza rafforzando in modo rilevante la spiritualità religiosa per il forte impatto che questi eventi hanno sui fedeli, sorpresi da un qualcosa che va oltre ciò che è previsto e accertato dai normali sistemi di conoscenza.
La geografia culturale su base semiotica tratta con una retorica morbida il rapporto con la trascendenza, comprende i valori assegnati al territorio attraverso dei simboli, e analizza le diverse visioni del mondo delle comunità umane. Al contrario la geografia culturale strutturalista occupandosi dei simboli nati dalle religioni, prende in esame solo quello che può essere spiegato razionalmente, considerando la religione solo per gli effetti provocati sui costumi sociali.

### Rapporto con la natura
L'ultimo campo di studio della geografia culturale è quello basato sul rapporto con la natura, che si propone di indagare quale ruolo ha la natura per l'esistenza dell'”homo ecologicus”, quindi si osservano quei simboli, sia di natura biologica sia di natura fisica e i valori che rappresentano.
Considerando il rapporto con la natura dobbiamo prendere in esame due tipi di simboli, quelli legati al mythos simboli creati da leggende e nei miti, dove fondamentale è l'immaginazione, oppure simboli legati al logos che provengono dalla scienza o dalla filosofia, rispecchiando la tipica visione strutturalista.
Il primo approccio dell'individuo con la natura è l'apposizione del nome agli elementi naturali, monti, laghi, fiumi, un tentativo iniziale di introiettare dentro di sé la realtà esterna. Il passo successivo alla denominazione di un territorio è la delimitazione, l'individuo vuole circoscrivere i confini entro i quali la comunità andrà sviluppandosi. Arriviamo così alla territorializzazione, si organizza il territorio arricchendolo attraverso la creazione di simboli da parte della comunità.
Il rapporto dell'uomo con la natura è cambiato nel tempo, inizialmente tra essere umano e natura si era instaurato un rapporto di totale armonia, la natura era una madre fertile che con i suoi frutti permetteva all'uomo di sopravvivere, successivamente con il progresso scientifico, il rapporto tra uomo e cultura si è trasformato in un rapporto conflittuale, in cui la natura rappresenta un essere minaccioso e pericoloso, in quanto opponendosi al progresso frenava lo sviluppo produttivo dell'uomo. Con l'avvento della modernità alla natura è stata attribuita un'altra immagine, quella di una macchina, sottolineando il suo ruolo funzionale al progresso. Sul livello ontologico ci si sofferma adesso rispetto al passato, alle nuove tecniche della bioingegneria che portano alla trasformazione dei componenti organici. A livello semiotico invece, la rappresentazione mediante simboli della natura cambia grazie alla creazione di spazi virtuali, mentre a livello epistemologico non assistiamo a percorsi nuovi di conoscenza.
Possiamo vedere che i simboli attribuiti al rapporto uomo-natura hanno subito un cambiamento nel tempo. Analizzando l'epoca premoderna, quando il mondo naturale era legato al concetto di trascendente, la comunità umana accettava questo stato di superiorità della natura che andava oltre qualsiasi limite umano.
In epoca moderna, l'uomo nei confronti della natura non ha più quel ruolo passivo che lo caratterizzava in epoca premoderna, adesso l'essere umano gestisce la natura secondo le sue esigenze.  Nell'ultima fase storica, la visione postmoderna della natura si sta allontanando da una concezione razionalista per avvicinarsi ad una prospettiva semiotica, la natura è un tessuto simbolico tutto da interpretare, ricco anche di valenze estetiche e spirituali.
Uno dei protagonisti nello studio dei simboli assegnati al mondo naturale è il fiume. I ritmi di secca e di piena dei fiumi scandivano la vita degli uomini, che associavano al ciclo delle portate fluviali, il ciclo della propria vita, la nascita e la morte, dove la risalita del fiume stava a significare il ritorno alle origini. Il fiume è stato rappresentato sia come una realtà lineare sia circolare, in quanto con gli studi sul ciclo dell'acqua, la rappresentazione circolare risponde meglio alla necessità di illustrare il ciclo che va dall'evaporazione al ritorno dell'acqua sulla superficie terrestre con le precipitazioni.
Oltre al fiume anche alla montagna sono stati attribuiti simboli importanti dalle comunità umane. Innanzitutto la montagna unisce il cielo con la terra e avvicina l'uomo al trascendente. La montagna è stata teatro di molte apparizioni o eventi raccontati nelle sacre scritture, basti pensare al monte Sinai dove Mosè ricevette le tavole della legge. Alla montagna come simbolo è stato attribuito anche il significato di tempio di Dio, paradiso terrestre, centro del mondo, e la scalata della montagna viene interpretata sia come ascesa per la volontà di purificarsi sia come segno della presunzione dell'uomo che vuole sfidare i suoi limiti fisici. La montagna, diversamente dal fiume che veniva rappresentato con un cerchio o con un segmento, viene associata al triangolo come figura geometrica di riferimento.
Prendendo in considerazione i significati a cui siamo giunti analizzando il fiume e la montagna ci accorgiamo che al primo sono stati assegnati significati legati al movimento, allo scorrere, caratteristiche di un'entità mutevole, alla montagna invece, è stata affidata una valenza diversa, una connotazione che riconduce alla stabilità e all'immutabilità. 
Dopo aver indagato un territorio, prendendo in esame ciascuno dei tre aspetti, i rapporti con la natura, con la trascendenza e con la società, la geografia culturale su base semiotica sarà in grado di illustrare una realtà intessuta di simboli di varia natura che possono mutare nel tempo, che ci comunicano come in quel territorio l'uomo interagisce con gli altri, organizzandosi in gruppi etnici, comunità, famiglie, come si accosterà alla natura e come vivrà il rapporto con la trascendenza.